# Rue de l'Arsenal
La rue de l'Arsenal est une rue du 4e arrondissement de Paris située entre la rue Mornay et la rue de la Cerisaie.

## Origine du nom
Elle doit son nom au fait qu'elle est située dans l'enclos de l'ancien Arsenal, appelé aussi « arsenal du Roi », bâti en 1553 et qui s'étendait le long de la Seine.

## Historique
La rue de l'Arsenal est la partie sud de l'ancienne rue de l'Orme. La rue ouverte le 25 février 1829 dans l'ancien enclos de l'Arsenal, qui dépendait à cette date de l'administration des poudres et salpêtres car elle longeait une fabrique de poudres, a été cédée par l'État à la ville de Paris en 1841. Cette voie  correspond à une allée reliant le Grand arsenal le long de la Seine autour de l'actuelle rue de Sully au petit Arsenal situé au sud de la Bastille autour de l'actuelle rue Jacques-Cœur, qui existait au début du XVIIe siècle. Cette allée longeait avant 1790 le jardin du Couvent des Célestins à l'ouest et un jardin de l'Arsenal ouvert au public au cours du  XVIIIe siècle. La place de l'Arsenal (aussi appelée « place des Armes ») était située à son croisement avec la rue de la Cerisaie. Cette place était anciennement appelée « cour des Ormes » et, plus anciennement encore, « cour du Salpêtre » entourée par les bâtiments du petit arsenal. Cette place qui comportait une porte édifiée par Philibert Delorme fut supprimée après la destruction de ses immeubles par incendie lors de la Commune de Paris.
La partie de l'ancienne rue de l'Orme au nord du croisement avec la rue de la Cerisaie est la rue Jacques-Cœur ouverte lors de la suppression du Petit Arsenal.
La dénomination date du 26 février 1867 et le numérotage du 16 janvier 1893.

## Bâtiments remarquables et lieux de mémoire

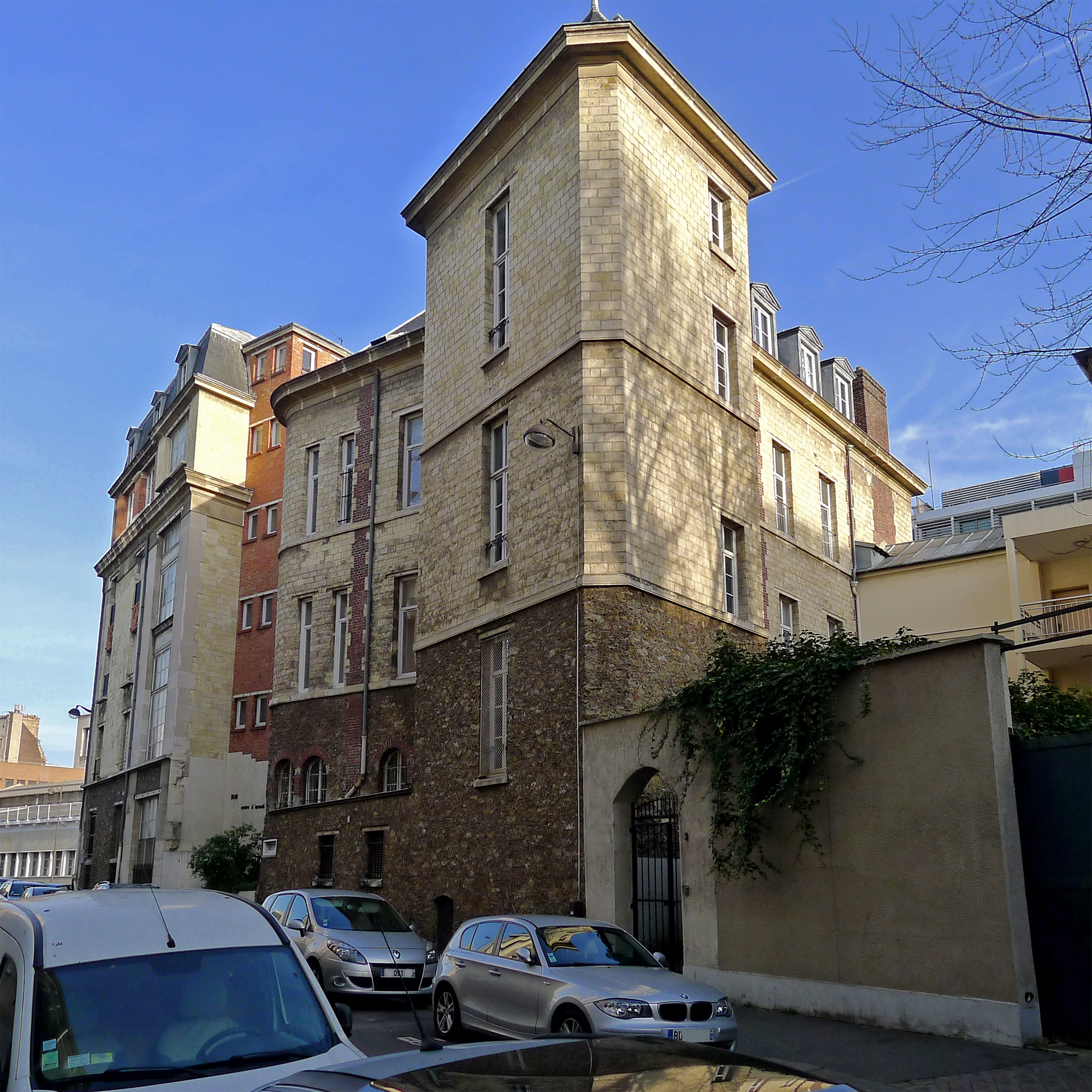
No 2.
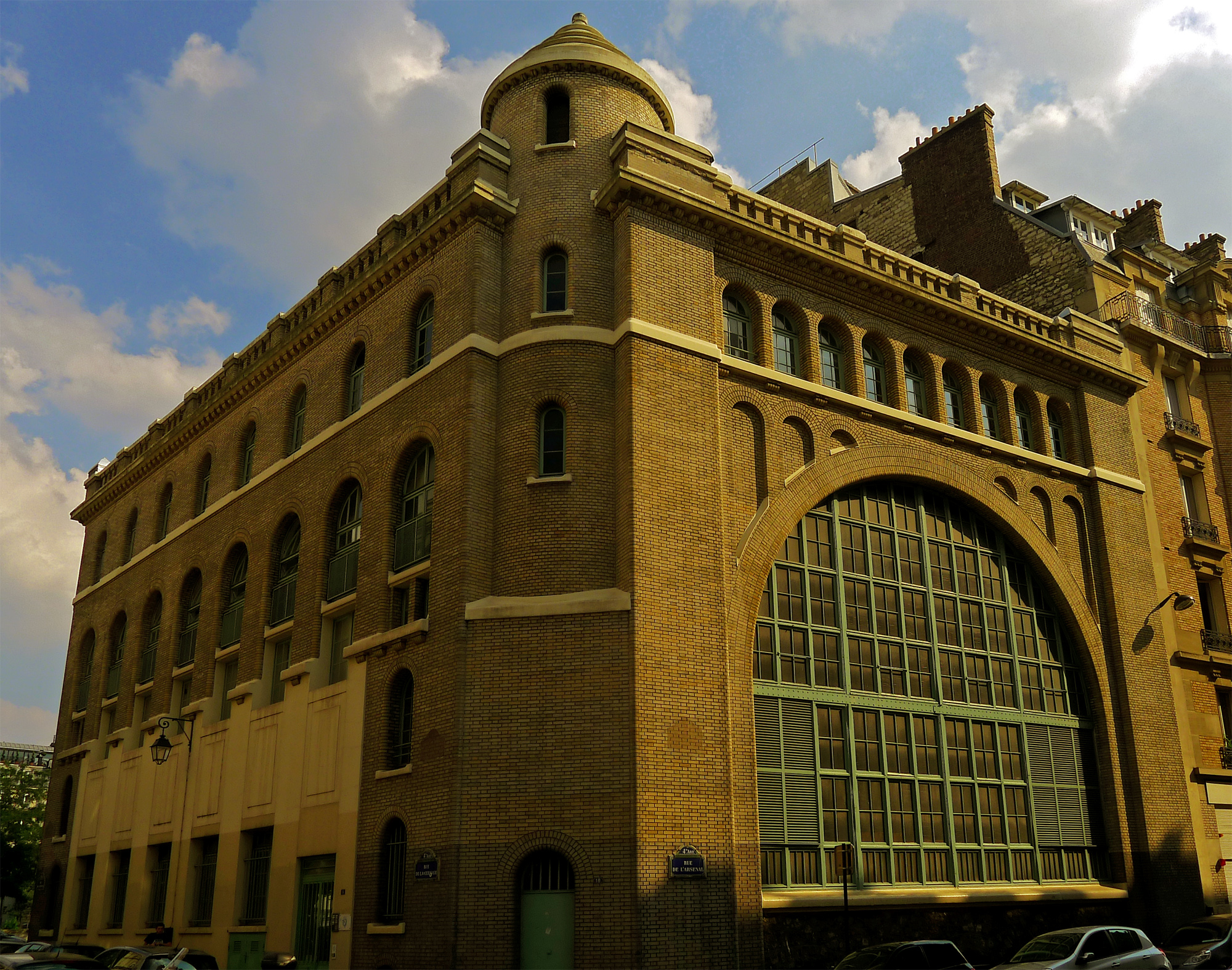
Sous-station Bastille.

## Source
- « Rue de l'Arsenal », www.v2asp.paris.fr.